# Бобслей на зимних Олимпийских играх 1992

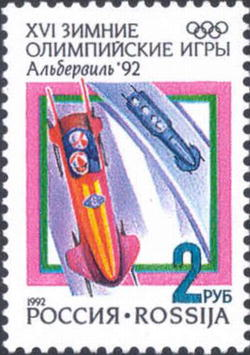
Почтовая марка России

Соревнования по бобслею на XVI зимних Олимпийских играх проходили на санно-бобслейной трассе в 70 километрах от Альбервиля. Австрийцы выиграли свою первую в истории золотую олимпийскую медаль в бобслее. Немецкий разгоняющий Богдан Музиоль выиграл медаль на 4-й Олимпиаде подряд, доведя их общее количество до рекордных для бобслея семи.

## Двойки
11 февраля 1992 года
| Медаль  | Состав экипажа                  | Страна      | Время   |
| Золото  | Густав Ведер Донат Аклин        | Швейцария-1 | 4:03.26 |
| Серебро | Рудольф Лохнер Маркус Циммерман | Германия-1  | 4:03.55 |
| Бронза  | Кристоф Ланген Гюнтер Эгер      | Германия-2  | 4:03.63 |

## Четверки
22 февраля 1992 года
| Медаль  | Состав экипажа                                              | Страна      | Время   |
| Золото  | Инго Аппельт Харальд Винклер Герхард Хайдахер Томас Шролль  | Австрия-1   | 3:53.90 |
| Серебро | Вольфганг Хоппе Богдан Музиоль Аксель Кюн Рене Ханнеман     | Германия-1  | 3:53.92 |
| Бронза  | Густав Ведер Донат Аклин Лоренц Шиндельхольц Курдин Морелль | Швейцария-1 | 3:54.13 |